# Municipio de Carlisle (Ohio)
El municipio de Carlisle (en inglés: Carlisle Township) es un municipio ubicado en el condado de Lorain en el estado estadounidense de Ohio. En el año 2010 tenía una población de 7500 habitantes y una densidad poblacional de 119,82 personas por km².

## Geografía
El municipio de Carlisle se encuentra ubicado en las coordenadas 41°18′27″N 82°7′21″O / 41.30750, -82.12250. Según la Oficina del Censo de los Estados Unidos, el municipio tiene una superficie total de 62.59 km², de la cual 61.6 km² corresponden a tierra firme y (1.58%) 0.99 km² es agua.

## Demografía
Según el censo de 2010, había 7500 personas residiendo en el municipio de Carlisle. La densidad de población era de 119,82 hab./km². De los 7500 habitantes, el municipio de Carlisle estaba compuesto por el 96.2% blancos, el 1.31% eran afroamericanos, el 0.21% eran amerindios, el 0.43% eran asiáticos, el 0.05% eran isleños del Pacífico, el 0.43% eran de otras razas y el 1.37% pertenecían a dos o más razas. Del total de la población el 1.71% eran hispanos o latinos de cualquier raza.